# Eschweilera eperuetorum
Eschweilera eperuetorum är en tvåhjärtbladig växtart som beskrevs av Noel Yvri Sandwith. Eschweilera eperuetorum ingår i släktet Eschweilera och familjen Lecythidaceae.
Artens utbredningsområde är Guyana. Inga underarter finns listade i Catalogue of Life.